# Tütenvenn
Koordinaten: 52° 14′ 6″ N, 7° 6′ 25″ O
Das Naturschutzgebiet Tütenvenn ist 170 ha groß und liegt auf dem Gebiet der Stadt Ochtrup im Kreis Steinfurt.
Das Gebiet erstreckt sich nordwestlich von Ochtrup. Es grenzt direkt an das 650 ha große, sich nördlich erstreckende Naturschutzgebiet Gildehauser Venn im Landkreis Grafschaft Bentheim. Westlich des Tütenvenns erstrecken sich der 28 ha große Dreiländersee und das 62 ha große Naturschutzgebiet Rüenberger Venn. Das Tütenvenn ist seit 1983 Naturschutzgebiet. 
Der Name Tütenvenn leitet sich ab vom niederdeutschen Wort Venn für Moor oder Feuchtgebiet und der volksmündlichen Bezeichnung Tüter für den Rotschenkel, bzw. Venntüte für den Großen Brachvogel. Trotz starker Gefährdung ist letzterer im Tütenvenn zusammen mit Bekassinen, Bruchwasserläufern, Kampfläufern und Kiebitzen nach wie vor anzutreffen.

## Bedeutung
Für Ochtrup ist ein 170,44 ha großes Gebiet unter der Kenn-Nummer ST-033 als Naturschutzgebiet ausgewiesen.